# Шрассіг
Шрассіг (люксемб. Schraasseg, фр. Schrassig, нім. Schrassig) — невелике містечко в комуні Шуттранж на півдні Люксембургу. Шрассіг є другим за чисельністю населення містом у муніципалітеті. У місті знаходиться в'язниця Шрассіг — єдина закрита в'язниця в Люксембурзі.